# Hlynur Freyr Karlsson
Hlynur Freyr Karlsson (Kópavogur, 6 aprile 2004) è un calciatore islandese, difensore del Brommapojkarna e della nazionale islandese.

## Carriera

### Club
Cresciuto nel settore giovanile del Breiðablik, ha debuttato in prima squadra il 26 luglio 2020 nell'incontro di prima divisione islandese vinto 5-3 contro l'ÍA Akraness. Il 5 ottobre seguente è stato ceduto in prestito al Bologna, club italiano di Serie A, che lo ha assegnato alla propria formazione Under-17; riscattato a fine stagione, è rimasto con il club emiliano per ulteriori un'altra stagione e mezza arrivando fino alla formazione Primavera.
Il 2 febbraio 2023 è tornato in Islanda, dove ha firmato un contratto con il Valur, in prima divisione; un anno più tardi, il 13 febbraio 2024, si è trasferito in Norvegia in prima divisione all'Haugesund dove ha tuttavia giocato con poca frequenza. Il 2 luglio successivo ha firmato un contratto con il Brommapojkarna, club della prima divisione svedese.

### Nazionale
Ha giocato con le nazionali giovanili islandesi Under-17, Under-19 ed Under-21.
Il 17 gennaio 2024 ha debuttato con la nazionale maggiore islandese nell'incontro amichevole vinto 2-0 contro l'Honduras.

## Statistiche

### Presenze e reti nei club
Statistiche aggiornate al 1º luglio 2025.
| Stagione        | Squadra         | Campionato      | Campionato | Campionato | Coppe nazionali | Coppe nazionali | Coppe nazionali | Coppe continentali | Coppe continentali | Coppe continentali | Altre coppe | Altre coppe | Altre coppe | Totale | Totale | Totale |
| Stagione        | Squadra         | Comp            | Pres       | Reti       | Comp            | Pres            | Reti            | Comp               | Pres               | Reti               | Comp        | Pres        | Reti        | Pres   | Reti   |        |
| --------------- | --------------- | --------------- | ---------- | ---------- | --------------- | --------------- | --------------- | ------------------ | ------------------ | ------------------ | ----------- | ----------- | ----------- | ------ | ------ | ------ |
| 2020            | Breiðablik      | UD              | 1          | 0          | CI+CdL          | 1+0             | 0               | -                  | -                  | -                  | -           | -           | -           | 2      | 0      |        |
| 2023            | Valur           | UD              | 26         | 2          | CI+CdL          | 7               | 0               | -                  | -                  | -                  | -           | -           | -           | 33     | 2      |        |
| 2024            | Haugesund       | ES              | 3          | 0          | CN              | 1               | 0               | -                  | -                  | -                  | -           | -           | -           | 4      | 0      |        |
| 2024            | Brommapojkarna  | A               | 13         | 0          | CS              | 1               | 1               | -                  | -                  | -                  | -           | -           | -           | 14     | 1      |        |
| 2025            | Brommapojkarna  | A               | 12         | 1          | CS+CS           | 3+0             | 0               | -                  | -                  | -                  | -           | -           | -           | 15     | 1      |        |
| Totale carriera | Totale carriera | Totale carriera | 55         | 3          |                 | 13              | 1               |                    | -                  | -                  |             | -           | -           | 68     | 4      |        |

### Cronologia presenze e reti in nazionale
| Cronologia completa delle presenze e delle reti in nazionale ― Islanda | Cronologia completa delle presenze e delle reti in nazionale ― Islanda | Cronologia completa delle presenze e delle reti in nazionale ― Islanda | Cronologia completa delle presenze e delle reti in nazionale ― Islanda | Cronologia completa delle presenze e delle reti in nazionale ― Islanda | Cronologia completa delle presenze e delle reti in nazionale ― Islanda | Cronologia completa delle presenze e delle reti in nazionale ― Islanda | Cronologia completa delle presenze e delle reti in nazionale ― Islanda |
| Data                                                                   | Città                                                                  | In casa                                                                | Risultato                                                              | Ospiti                                                                 | Competizione                                                           | Reti                                                                   | Note                                                                   |
| ---------------------------------------------------------------------- | ---------------------------------------------------------------------- | ---------------------------------------------------------------------- | ---------------------------------------------------------------------- | ---------------------------------------------------------------------- | ---------------------------------------------------------------------- | ---------------------------------------------------------------------- | ---------------------------------------------------------------------- |
| 17-1-2024                                                              | Fort Lauderdale                                                        | Honduras                                                               | 0 – 2                                                                  | Islanda                                                                | Amichevole                                                             | -                                                                      | 46’                                                                    |
| Totale                                                                 |                                                                        | Presenze                                                               | 1                                                                      |                                                                        | Reti                                                                   | 0                                                                      |                                                                        |

## Palmarès

### Club

#### Competizioni nazionali
- Coppa di Lega islandese: 1

Valur: 2023